# Profax Stiftung
Die Profax Stiftung (Eigenschreibweise: profax Stiftung) ist eine Stiftung nach Schweizer Recht und wurde von der 2003 verstorbenen Gertrud Zimmermann, Erfinderin des Profax-Geräts und Gründerin der Profax Verlag AG, kurz vor ihrem Tod begründet.
Aktuell wird die Profax Stiftung von Ruth Gonseth, ehemaliges Mitglied des Schweizer Nationalrats präsidiert.

## Stiftungszweck
Der Zweck der Stiftung besteht darin, herausragende Leistungen von Einzelpersonen oder Institutionen auf dem Gebiet des Unterrichts- und Bildungswesens durch Verleihung eines Preises zu würdigen. Die Stiftung verfolgt weder Erwerbs- noch Selbsthilfezwecke.

## Profax-Preis
Mit dem Profax-Preis werden Personen und Institutionen bedacht, die mit ihrem Wirken herausragende Leistungen erbracht haben. Der Profax-Preis in der Höhe von 10'000–20'000 Franken wird in der Regel alle 1–2 Jahre vergeben.

## Preisträger
Aufstellung gemäss dem offiziellen Internetauftritt
- 2003 Sumaya Farhat-Naser
- 2005 Pietro Tomasini
- 2006 Barbara Frei und Marie-Therese von Rohr
- 2007 Lore Gerster
- 2008 Sabine Keppeler und Markus Lerchi
- 2009 Robert Unteregger
- 2010 Vreni Frauenfelder und Elizabeth Neuenschwander
- 2011 Hans Jürg Roth, Ruedi Tobler und Max Pohl
- 2012 Yahya Bajwa
- 2013 Claudio Bernasconi
- 2014 Projekt Sezam
- 2015 Sachham und Shanti Med Nepal

## Stiftungsrat
Der Stiftungsrat verwaltet das Vermögen der Stiftung und wählt die Träger des Profax-Preis aus.
Mitglieder des Stiftungsrats sind:
- Ruth Gonseth, ehemaliges Mitglied des Nationalrats
- Daniel Aufschäger, Bildungsdirektion des Kantons Zürich
- Konstantin Bähr, Bildungsdirektion des Kantons Zürich
- Aebli Verena, zusammen mit Hans Aebli Mitbegründerin der Aebli Näf Stiftung